# Ismail I
Ismail I, död 1524, var kejsare av Persien och grundare av den safavidiska dynastin. Under hans tid vid makten omvandlades Persien till ett shiitiskt rike.

## Biografi
År 1488 dödades Ismails far i en strid vid Tabasaran mot styrkorna från Shirvanshah Farrukh Yassar och hans överherre, Aq Qoyunlu, en turkisk stamfederation som kontrollerade större delen av Iran. År 1494 intog Aq Qoyunlu Ardabil och dödade Ali Mirza Safavi, Haydars äldste son, och tvingade den 7-årige Ismail att gömma sig i Gilan, där han under Kar-Kiya-härskaren Soltan-Ali Mirza fick utbildning under ledning av forskare.
När Ismail nådde 12 års ålder återvände han till det som nu är iranska Azerbajdzjan tillsammans med sina anhängare. Ismails uppkomst till makten möjliggjordes av de turkomanska stammarna i Anatolien och Azerbajdzjan, som utgjorde den viktigaste delen av Qizilbash-rörelsen.

## Galleri

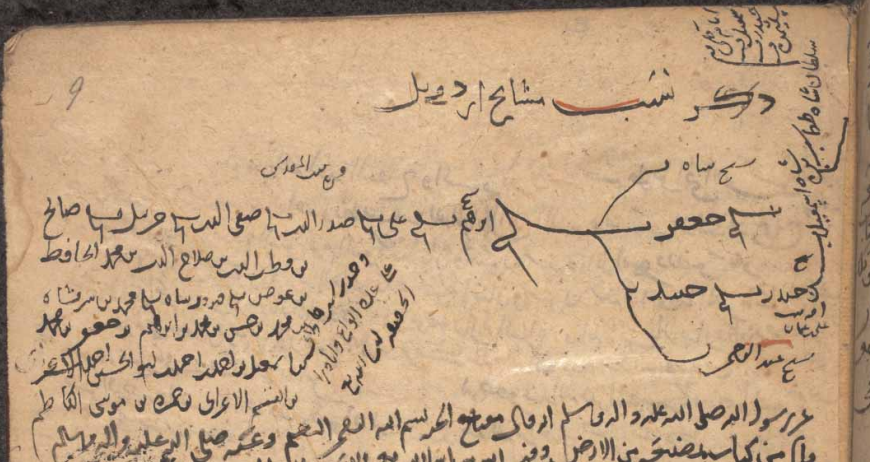
Äldsta familjeträdet för Shah Ismails familj.